# Ostrea adansoni
Ostrea adansoni (лат. Ostrea adansoni) врста је шкољки из породице правих острига (Ostreidae).

## Статус
Неприхваћен

## Прихваћено име
Crassostrea tulipa (Lamarck, 1819)

## Оригинални извор
- Huber, M. (2010). Compendium of bivalves. A full-color guide to 3,300 of the world’s marine bivalves. A status on Bivalvia after 250 years of research. Hackenheim: ConchBooks. 901 pp., 1 CD-ROM. (погледати на http://www.marinespecies.org/imis.php?module=ref&refid=215405)